# Albertus van Jeruzalem

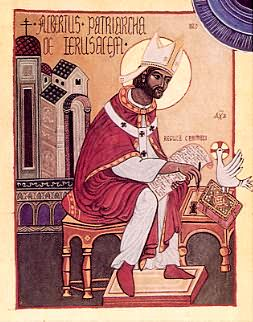
Albertus van Jeruzalem

Albertus van Jeruzalem (Albert Avogadro) (Gualtieri, 1149 – Akko, 14 september 1214) wordt samen met Berthold van Calabrië beschouwd als de stichter van de karmelieten-orde.
Hij werd bisschop van Bobbio en Vercelli en diende als pauselijk legaat tot hij in 1204 benoemd werd tot patriarch in Jeruzalem. 
Albertus wordt vaak afgebeeld in de kledij van zijn orde. Op zijn arm zit meestal het kind Jezus. Andere attributen zijn een regelboek, een kruis, een witte lelie (onschuld), een pen, een mes (hij zou gestoken zijn door een ontslagen beambte) en een lamp, omdat hij waakuren liep. Soms ligt aan zijn voeten een vrouw, die hij zou hebben bevrijd van de duivel.
Soms wordt hij voorgesteld als bisschop, maar dan blootshoofds. Hij wordt vaak afgebeeld met de paus, die hij een schriftrol aanbiedt.
Hij wordt beschouwd als heilige door de karmelieten en als zalige door de Rooms-Katholieke Kerk en wordt herdacht op 25 september en door de karmelieten op 8 april.
- Biblioteca Nacional de España: XX5582319
- Bibliothèque nationale de France: cb120844098 (data)
- Gemeinsame Normdatei: 104239956
- International Standard Name Identifier: 0000 0001 0830 1893
- Library of Congress Control Number: n85233911
- Nationale bibliotheek van Australië: 67931171
- Nationale Bibliotheek van Israël: 987007257526805171
- Réseau des bibliothèques de Suisse occidentale: 02-A000005303
- Istituto Centrale per il Catalogo Unico: CFIV039715
- Système universitaire de documentation: 029160111
- Virtual International Authority File: 15202916
- WorldCat: E39PBJrwP3BJR8X7cXqpgHPJDq